# Glasbeton
Glasbeton is een kunstmatig steenachtig materiaal, dat als bouwmateriaal wordt gebruikt. Glasbeton is samengesteld uit het bindmiddel cement, zand en uit de toeslagmaterialen gerecycled glas, grind of steenslag. Het glasbeton heeft de eigenschap dat het door toevoeging van water verhardt.
Glasbeton heeft een thermische geleidbaarheid van 20 W/mK en glas een thermische geleidbaarheid van 0,9 W/mK, het beton dat het gebroken glas insluit functioneert als een koudebrug waarmee de isolatiewinst tot nul gereduceerd wordt. Het glas wordt als vervanger van grind gebruikt met als doel de glas afvalberg te verkleinen.

## Alkali-silicareactie
Tussen de alkaliën in het beton en de silica in het glas kan een alkali-silicareactie (ASR) optreden waarbij een waterbindende gel ontstaat die het beton van binnen uit kapotdrukt. Helder glas heeft meer expansie tot gevolg dan groen glas en amberkleurig glas. Hoogovencement met glas is minder gevoelig voor ASR dan een beton met Portlandcement omdat het minder alkali bevat. Laag-alkali-cement bevat minder dan 0,60% alkali bij gewicht. In verband met ASR wordt afgeraden om glasbeton voor constructiedelen te gebruiken.